# Étusson
Étusson je francouzská obec v departementu Deux-Sèvres v regionu Poitou-Charentes. V roce 2011 zde žilo 345 obyvatel.

## Sousední obce
Argenton-les-Vallées, Les Cerqueux (Maine-et-Loire), Nueil-les-Aubiers, Saint-Maurice-la-Fougereuse, Somloire (Maine-et-Loire), Voulmentin

## Vývoj počtu obyvatel
Počet obyvatel 